# Darapsa pholus
Darapsa pholus är en fjärilsart som beskrevs av Pieter Cramer 1776. Darapsa pholus ingår i släktet Darapsa och familjen svärmare. Inga underarter finns listade i Catalogue of Life.

## Bildgalleri

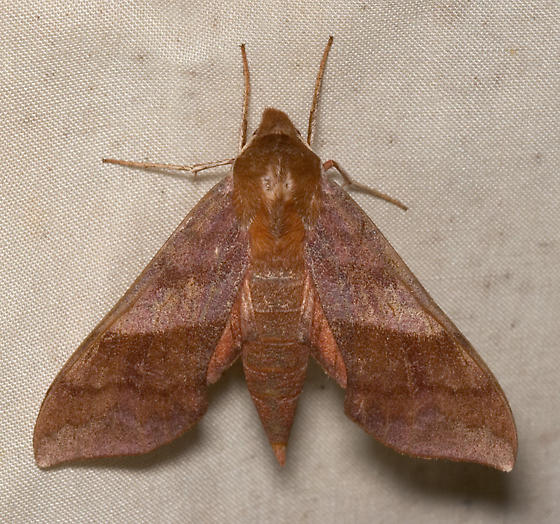
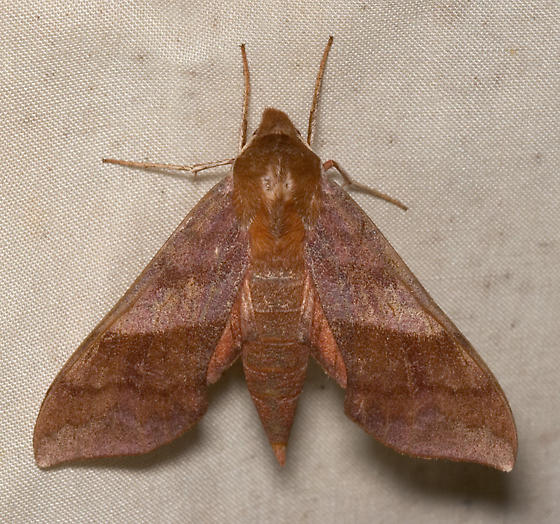
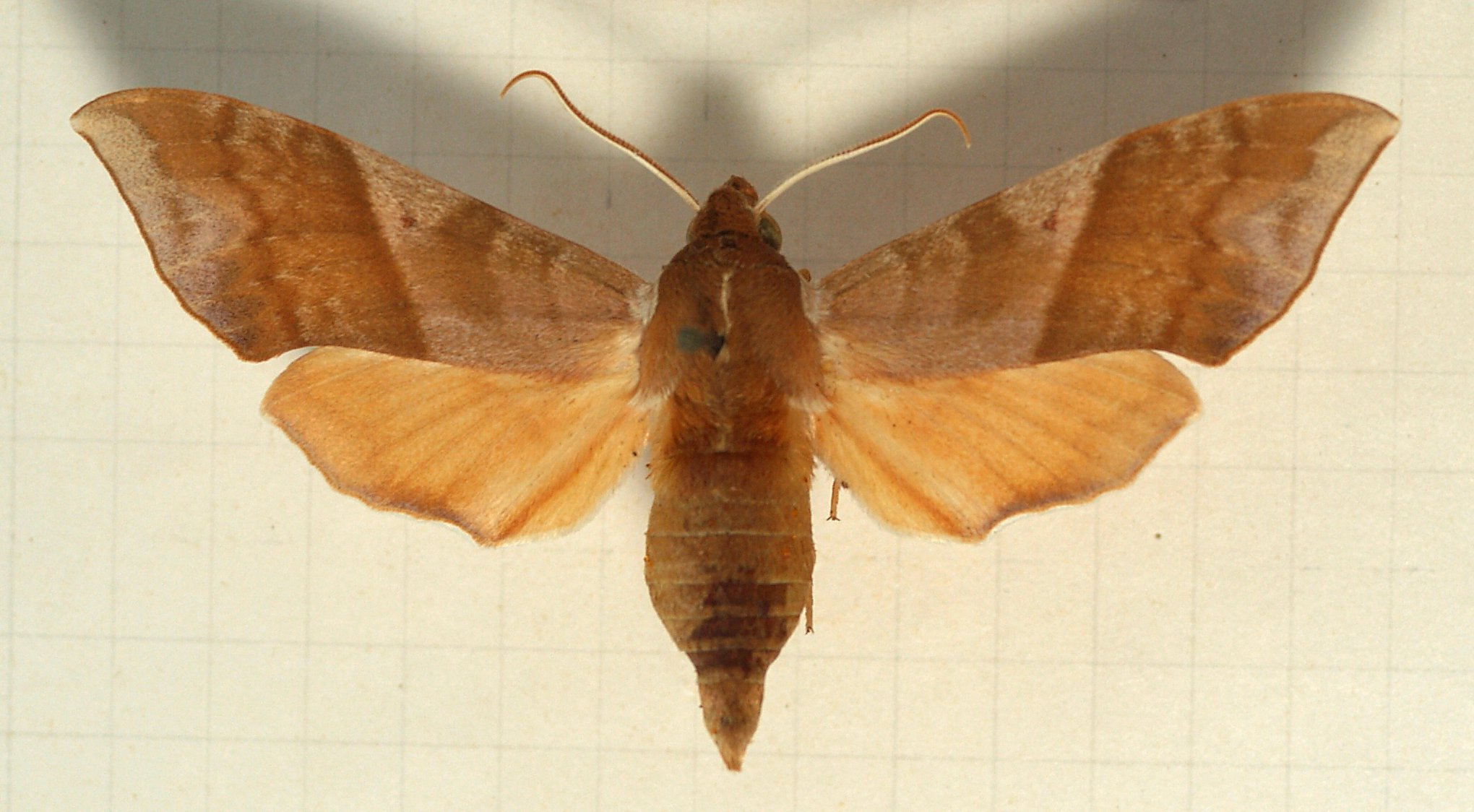